# Felix Anschütz
Felix Anschütz (* 12. Mai 1920 in Kiel; † 24. März 2014) war ein deutscher Internist und Hochschullehrer.

## Leben
Anschütz war Sohn von Wilhelm Anschütz und seiner Frau Hilda geb. von Mikulicz, der ältesten Tochter von Johann von Mikulicz. Der Staatsrechtler Gerhard Anschütz und der Gynäkologe Felix von Mikulicz-Radecki waren seine Onkel.
Nachdem Anschütz 1939 an der Kieler Gelehrtenschule das Abitur gemacht hatte, studierte er ab dem Wintersemester 1939/40 Humanmedizin an der Christian-Albrechts-Universität Kiel, der Universität Hamburg und der Georg-August-Universität Göttingen. Zugleich war er für die gesamte Zeit des Zweiten Weltkrieges Soldat der Wehrmacht. Im Dezember 1946 legte er in Göttingen das Staatsexamen ab. In Kiel wurde er 1947 zum Dr. med. promoviert und 1948 als Arzt approbiert. Im selben Jahr heiratete er Marianne Pflüger, mit der er sechs Kinder hatte.
1949/50 war er Hilfsassistent am Institut für Animalische Physiologie der Johann Wolfgang Goethe-Universität Frankfurt am Main. Ab 1951 wieder in Kiel, durchlief er die Fachausbildung an der I. Medizinischen Universitätsklinik. Unter Helmuth Reinwein und seinem Nachfolger Arnold Bernsmeier stand sie wie kaum eine andere deutsche Klinik für die Verbindung von Innerer Medizin und Neurologie. So war Anschütz ab 1959 zugleich Wissenschaftlicher Assistent an der Neurologischen Klinik im Universitätsklinikum Hamburg-Eppendorf. Nachdem er sich im Juli 1956 habilitiert hatte, wurde er 1961 Facharzt für Innere Medizin. Im selben Jahr wechselte er als Oberarzt und Diätendozent an die II. Medizinische Klinik der Freien Universität Berlin. Die FU ernannte ihn am 3. Dezember 1962 zum apl. Professor.
Nach der Umhabilitation an die Ruprecht-Karls-Universität Heidelberg im November 1963 arbeitete er als Oberarzt und Wissenschaftlicher Rat an der Ludolf-von-Krehl-Klinik. 1964 wurde er zum apl. Professor ernannt und zum Direktor der Medizinischen Klinik I im Klinikum Darmstadt gewählt. Nach den chirurgischen Vorbildern seines Großvaters v. Mikulicz in Breslau und seines Großvetters Berthold Löhr in Kiel teilte er sie in fünf Abteilungen auf.
Da das Klinikum Darmstadt ein Akademisches Lehrkrankenhaus der Universitäten Heidelberg-Mannheim und Frankfurt ist, ernannte ihn die Universität Frankfurt im Januar 1974 zum Honorarprofessor. 1985 wurde Anschütz pensioniert.

## Ehrenämter
Anschütz war 1984/85 Präsident der Deutschen Gesellschaft für Innere Medizin.
Er engagierte sich von 1989 bis 1998 in der Landesärztekammer Hessen, unter anderem als Vorsitzender der Akademie für ärztliche Fort- und Weiterbildung. Skeptisch gegenüber dem Absolutheitsanspruch der naturwissenschaftlichen Medizin, befasste er sich mit geisteswissenschaftlichen Grundlagen der modernen Medizin.

## Ehrungen
- Johann-Heinrich-Merck-Ehrung der Stadt Darmstadt (1979)
- Ehrenmitglied der Deutschen Gesellschaft für Innere Medizin (1988)
- Ernst-von-Bergmann-Plakette der Bundesärztekammer (1988)
- Ehrenplakette in Gold der Landesärztekammer Hessen (1997)[3]
- Bundesverdienstkreuz am Bande (2000)
- Ärztliches Handeln – Notwendige Ergänzungen zum naturwissenschaftlichen Knowhow. Symposion der Akademie für ärztliche Fortbildung und Weiterbildung der Landesärztekammer Hessen aus Anlass des 90. Geburtstags von Professor Dr. med. Felix Anschütz. Bad Nauheim, 29. Mai 2010